# Walt Disney Records
Walt Disney Records – amerykańska wytwórnia płytowa, własność The Walt Disney Company.
Założona w 1956 roku pod nazwą Disneyland Records, a aktualna nazwa obowiązuje od 1989 roku. Wydaje głównie muzykę dla dzieci.
Pomaga głównie artystom z Wytwórni Disneya takim jak: Miley Cyrus, Jonas Brothers, Demi Lovato, Selena Gomez.